# Jean-Baptiste Lislet Geoffroy
Pour les articles homonymes, voir Lislet (homonymie) et Geoffroy.
Jean-Baptiste Lislet Geoffroy, né le 13 avril 1755, à Saint-Pierre de La Réunion et mort le 8 février 1836, à Port-Louis, (capitale de Maurice) est un scientifique français, puis naturalisé britannique.

## Biographie
Jean-Baptiste Lislet Geoffroy est le fils d'une esclave, Niama, princesse de Galam (Sénégal), et de Jean-Baptiste Geoffroy, ingénieur installé à Bourbon, homme des Lumières, éduqué et libéral. 
Sa mère est affranchie le jour de son baptême, le 23 août 1755, ce qui permet à Lislet de naître libre. Il est ensuite adopté par son père biologique, qui pourra, de ce fait, lui donner son nom. Cette procédure s'explique par les difficultés imposées par le Code noir à un maître pour affranchir et reconnaître ses propres enfants issus d'une liaison avec une esclave. Lislet Geoffroy reçoit de son père une solide éducation, en particulier en latin, algèbre et géométrie.
Au cours de l'année 1771, Jean-Baptiste Lislet Geoffroy sert de guide à Philibert Commerson dans la région du Piton de la Fournaise, où ils observent la faune et la flore.
Par la suite, il se fait astronome, botaniste, cartographe et géologue, ce qui lui vaut de devenir le premier ressortissant des colonies à devenir correspondant de l'Académie des sciences le 23 août 1786. Un an plus tard, alors qu'il a 32 ans, il obtient la commission d'ingénieur géographe. Il s'applique alors à cartographier les îles de l'océan Indien, des Seychelles à Madagascar.
Lorsque les Britanniques prennent l'île Bourbon au début du XIXe siècle, Lislet Geoffroy est chargé de leur transmettre le pouvoir. Comme il est apprécié d'eux, il devient finalement citoyen britannique.

## Hommages
À sa mort, l'abolitionniste français François-André Isambert, lui rendit hommage en déclarant à la Chambre des députés qu'il a « honoré les races de couleur en même temps que l'humanité ».
Un lycée de Saint-Denis de La Réunion porte son nom depuis 1969.
Le port de plaisance de Saint-Pierre de La Réunion n'ayant pas de nom, est nommé après sa rénovation port Lislet-Geoffroy (2002-2003).